# Ramsø kommun
Ramsø kommun var en kommun i Roskilde amt i Danmark. Kommunen utgjordes av socknarna Dåstrup, Gadstrup, Snoldelev, Syv och Ørsted. Den kom som en följd av danska kommunreformen 2007 att tillsammans med Gundsø och Roskilde kommun att bilda Roskilde kommun. Kommunen hade vid sammanslagningen 9 320 invånare (2005) och en yta på 67,60 km².